# Leichtathletik-Europameisterschaften 1946/10.000 m der Männer

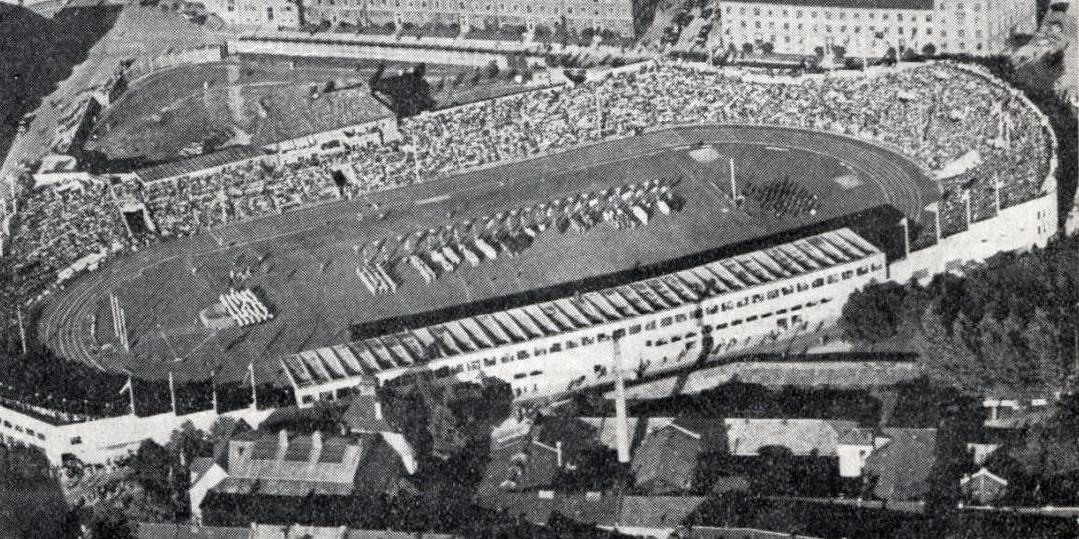
Das Bislett-Stadion in Oslo kurz nach den Europameisterschaften

Der 10.000-Meter-Lauf der Männer bei den Leichtathletik-Europameisterschaften 1946 wurde am 22. August 1946 im Bislett-Stadion der norwegischen Hauptstadt Oslo ausgetragen.
In diesem Wettbewerb gab es einen finnischen Doppelsieg. Europameister wurde der Weltrekordler Viljo Heino. Den zweiten Platz belegte Helge Perälä. Der Ungar András Csaplár gewann die Bronzemedaille.

## Rekorde

### Bestehende Rekorde
| Weltrekord           | 29:35,4 min | Viljo Heino     | Helsinki, Finnland   | 25. August 1944   |
| Europarekord         | 29:35,4 min | Viljo Heino     | Helsinki, Finnland   | 25. August 1944   |
| Meisterschaftsrekord | 30:52,4 min | Ilmari Salminen | EM Paris, Frankreich | 5. September 1938 |

### Rekordverbesserung
Der finnische Europameister Viljo Heino verbesserte den bestehenden EM-Rekord um 1:00,4 Minuten auf 29:52,0 Minuten und unterbot damit als erster und bis zu diesem Zeitpunkt einziger Läufer bei Europameisterschaften die Marke von dreißig Minuten.

## Finale
22. August 1946, 18.45 Uhr
In diesem Wettbewerb gab es keine Vorläufe. Da nur zehn Teilnehmer antraten, konnten alle Athleten gemeinsam das Finale bestreiten.
| Platz | Name                | Nation      | Zeit (min) |
| ----- | ------------------- | ----------- | ---------- |
| 1     | Viljo Heino         | Finnland    | 29:52,0 CR |
| 2     | Helge Perälä        | Finnland    | 30:31,4    |
| 3     | András Csaplár      | Ungarn      | 30:35,2    |
| 4     | Sven Rapp           | Schweden    | 30:49,2    |
| 5     | Feodossi Wanin      | Sowjetunion | 30:56,2    |
| 6     | Charles Heirendt    | Luxemburg   | 31:08,2    |
| 7     | Thorvald Wilhelmsen | Norwegen    | 31:20,8    |
| 8     | Martin Stokken      | Norwegen    | 32:56,0    |
| DNF   | Thore Tillman       | Schweden    |            |
| DNF   | Giuseppe Beviacqua  | Italien     |            |

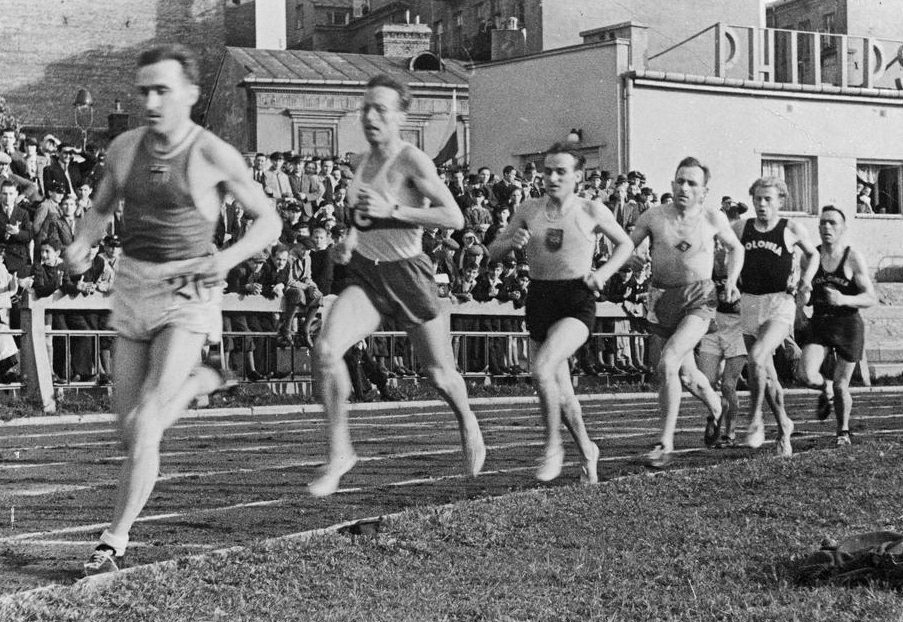
Der in dem Rennen auf dem Foto aus dem Jahr 1939 an dritter Stelle liegende András Csaplár gewann die Bronzemedaille
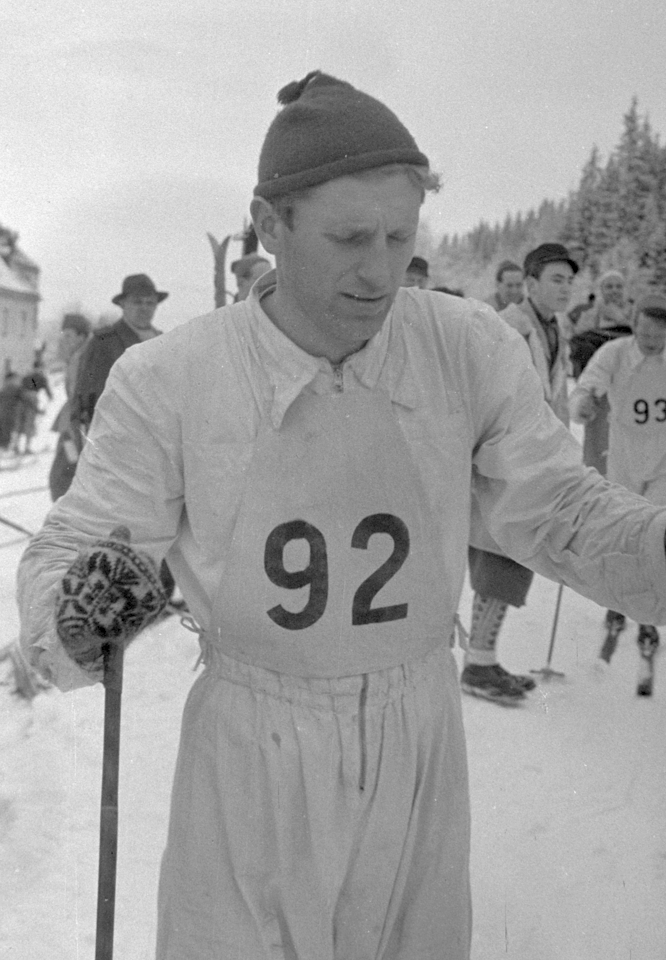
Der achtplatzierte Martin Stokken war auch als Skilangläufer aktiv und erfolgreich
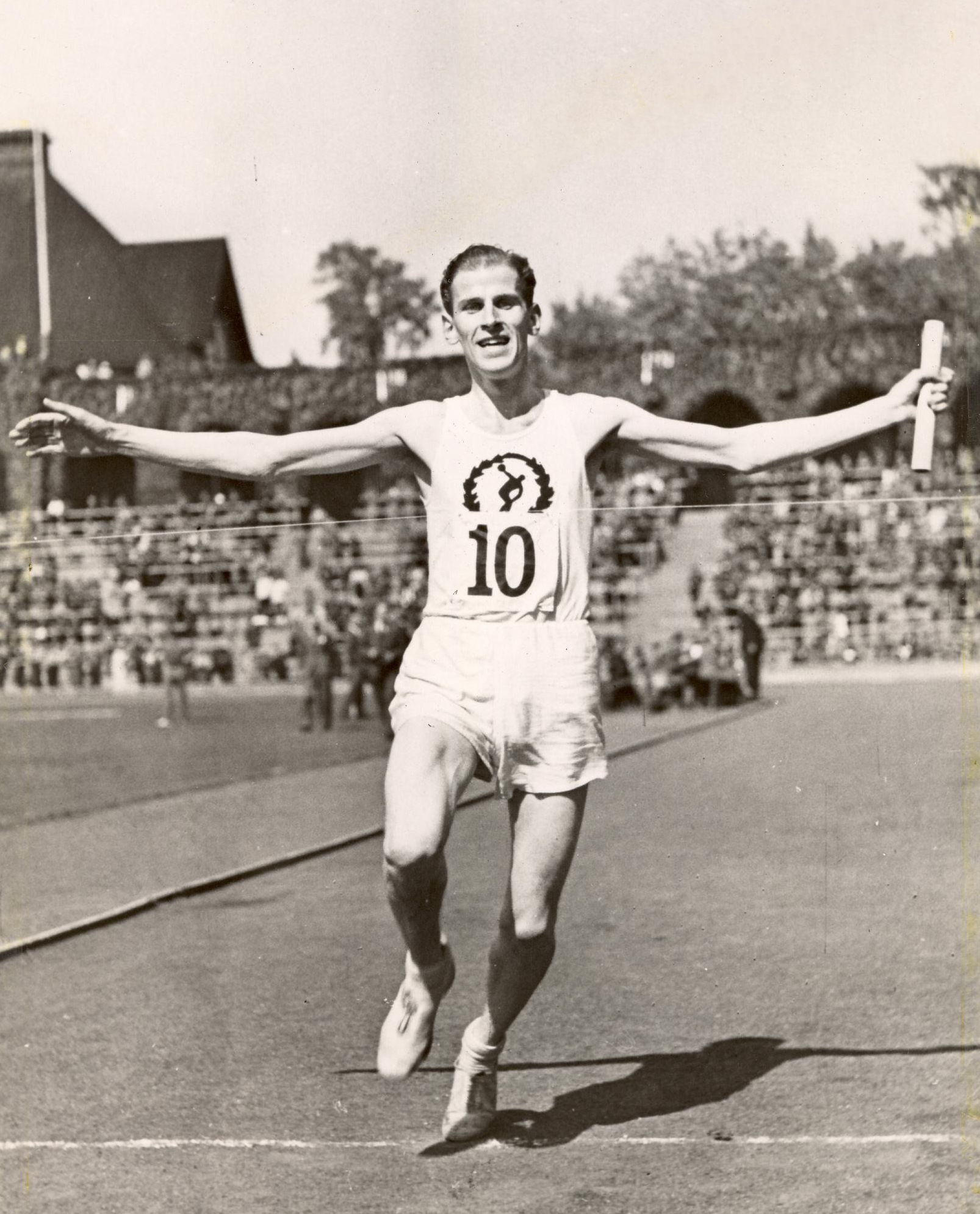
Thore Tillman – hier auf einem Foto aus dem Jahr 1937 – beendete das Rennen vorzeitig